# Sant Julià i Santa Basilissa de Ralleu (església nova)
Sant Julià de Ralleu és l'església parroquial del poble nord-català de Ralleu, a la comuna del mateix nom, de la comarca del Conflent.
Està situada a l'extrem sud-est del poble de Ralleu, al costat del cementiri, on antigament hi havia hagut el Castell de Ralleu.
És una església construïda el segle xvii en l'àmbit del castell, substituint l'església vella, que fou abandonada.